# Kétrés-kísérlet
A kvantummechanika egyik fontos kísérlete a kétrés-kísérlet, amely a fény kvantumjaival, a fotonokkal foglalkozik.
A klasszikus fizika látószögéből a fényt hullámok alkotják. Planck kvantumelmélete szerint azonban a fény viselkedése olykor eltér ettől a szemléletmódtól: úgy viselkedik, mintha anyagi részecskékből állna, csak kvantumokban bocsátható ki és nyelhető el. Másfelől pedig Heisenberg határozatlansági elve arra utal, hogy a részecskék bizonyos szempontból hullámok módjára viselkednek: nincs határozott helyzetük, hanem valamilyen valószínűség-eloszlással „szétkenődnek”. A kvantummechanika elmélete merőben új típusú matematikán nyugszik, amely a valóságot nem részecskék és hullámok rendszereként kezeli.

## A kísérlet
A kísérlethez szükség van egy átlátszatlan lemezre, amelyen két keskeny, párhuzamos rés húzódik, egy ernyőre és egy monokromatikus (egyféle hullámhosszú fényt sugárzó) fényforrásra.
A lemez egyik oldalára elhelyezzük a fényforrást, a túlsó oldalára pedig az ernyőt. A kibocsátott fény nagy része a lemeznek ütközik, kisebb része azonban áthalad a réseken és szétszóródva az ernyőnek csapódik, jellegzetes képet alkotva azon: sötét és világos sávokat látunk megjelenni.
Azonban ha csak az egyik rést hagyjuk nyitva, az ernyőn a fotonok szétszóródva össze-vissza képet alakítanak ki.
A kísérletet - megfelelő eszközökkel - anyagi részecskékkel is el lehet végezni, hasonló eredménnyel. E részecskék is mutatják a részecske-hullám kettős természetet.

## A magyarázat
Az ernyő mindegyik pontja mindkét résből kap hullámokat, azonban a hullámok útja a fényforrástól a réseken át az ernyőig nem lesz azonos hosszúságú, így a hullámok nem lesznek azonos fázisban. A hullámok természetéből fakadó interferencia hatására egyes helyeken erősítik, máshol kioltják egymást.
A kísérlet másik figyelemre méltó eredményét akkor láthatjuk, ha elérjük, hogy a fényforrás egyszerre csak egy fotont bocsásson ki. Ha csak egy rést nyitunk ki, nem kapunk sávokat, csupán összefüggő képet az ernyő mentén. Amikor két résen át egyenként indítjuk a fotonokat, arra számíthatnánk, hogy vagy az egyik, vagy a másik résen haladnak át és nincs társuk, ami kiolthatná őket, tehát úgy kellene viselkedniük, mintha csak egy rés lenne: egyenletes eloszlást várnánk az ernyőn. A valóságban azonban akkor is megjelennek a sávok az ernyőn, ha egyenként küldjük át a résen a fényrészecskéket.
Tehát egy-egy foton ki tudja oltani saját magát?
A kvantummechanika szerint igen. Valahogy úgy halad át az egyik résen, hogy "tudja" közben, mi a helyzet a másik oldalon. Sőt, a fizikusok már azt is ki merik mondani: a fényrészecske, bármennyire hihetetlen, egyszerre mindkét résen keresztülmegy. Ahogy átért a két résen, két külön hullámként viselkedik. Destruktív interferencia lép fel, kioltja önmagát. A fény tehát lényegében részecskékből, kvantumokból tevődik össze, amelyek mindegyike önmagában hullámként viselkedik. Abban az esetben, ha két lehetséges, alternatív útból csak az egyik áll nyitva számukra, azon mennek végig. Ha csak a másik, akkor azon haladnak. Ha azonban mindkettő, akkor a két út kiolthatja egymást, s egyiken sem mehetnek végig.
De vajon tényleg keresztülment egyetlen foton egyszerre mind a két résen? A kérdés eldöntéséhez a következőképpen módosították a kísérletet. Mindkét rés mellé részecskedetektort helyeztek el. Ezeknek a detektoroknak vagy azt kellett volna jelezniük, hogy a résen egy részecske átment, vagy azt, hogy nem ment át. (Nem mutathattak tört értéket, mivel a fotonok energiája egy kvantum energiájának felel meg, így nem osztható fel.) A detektorok jeleztek is. Ám az eredményt mégsem lehetett elfogadni. Amikor ugyanis a detektorokat felszerelték, az ernyőről eltűnt a sávos mintázat, az interferenciakép is.